# Pedro Gual (município)
Pedro Gual é um município da Venezuela localizado no estado de Miranda.
A capital do município é a cidade de Cúpira.